# Condado de Steuben (Nueva York)
El condado de Steuben (en inglés: Steuben County), fundado en 1772, es un condado en el estado estadounidense de Nueva York. En el 2000 el condado tenía una población de 98 726 habitantes y una densidad poblacional de 47 personas por km². La sede del condado es Bath.

## Geografía
Según la Oficina del Censo, el condado tiene un área total de 3636 km² (1403,9 mi²), de la cual 3608 km² (1393,1 mi²) es tierra y 28 km² (10,8 mi²) (0,82%) es agua.

### Condados adyacentes
- Condado de Ontario - norte
- Condado de Yates - noreste
- Condado de Schuyler - este
- Condado de Chemung - este
- Condado de Tioga - sur (Pensilvania)
- Condado de Potter - noroeste (Pensilvania)
- Condado de Allegany - oeste
- Condado de Livingston - noroeste

## Demografía
En el 2000 la renta per cápita promedia del condado era de 35 479$, y el ingreso promedio para una familia era de 41 940 dólares. En 2000 los hombres tenían un ingreso per cápita de 32.155 dólares por 24.163 para las mujeres. El ingreso per cápita para el condado era de 18.197 dólares y el 13,20% de la población estaba bajo el umbral nacional de pobreza .

## Transporte

### Carreteras principales
- Interestatal 86/Ruta Estatal de Nueva York 17 (Southern Tier Expressway)
- Interestatal 390
- U.S. Route 15
- Ruta Estatal de Nueva York 15
- Ruta Estatal de Nueva York 21
- Ruta Estatal de Nueva York 36
- Ruta Estatal de Nueva York 414
- Ruta Estatal de Nueva York 415
- Ruta Estatal de Nueva York 417

## Localidades
- Addison (villa)
- Addison (pueblo)
- Almond (villa)
- Arkport (villa)
- Avoca (villa)
- Avoca (pueblo)
- Bath (villa)
- Bath (pueblo)
- Bradford (pueblo)
- Cameron (pueblo)
- Campbell (pueblo)
- Canisteo (pueblo)
- Canisteo (villa)
- Caton (pueblo)
- Cohocton (pueblo)
- Cohocton (villa)
- Coopers Plains (lugar designado por el censo)
- Corning (ciudad)
- Corning (pueblo)
- Dansville (pueblo)
- Erwin (pueblo)
- Fremont (pueblo)
- Gang Mills
- Greenwood (pueblo)
- Hammondsport (villa)
- Hartsville (pueblo)
- Hornby (pueblo)
- Hornell (ciudad)
- Hornellsville (pueblo)
- Howard (pueblo)
- Jasper (pueblo)
- Lindley (pueblo)
- North Hornell (villa)
- Painted Post (villa)
- Prattsburgh (pueblo)
- Pulteney (pueblo)
- Rathbone (pueblo)
- Riverside (villa)
- Savona (villa)
- South Corning (villa)
- Thurston (pueblo)
- Troupsburg (pueblo)
- Tuscarora (pueblo)
- Urbana (pueblo)
- Wayland (villa)
- Wayland (pueblo)
- Wayne (pueblo)
- West Union (pueblo)
- Wheeler (pueblo)
- Woodhull (pueblo)